# Charles Hepworth Holland
Charles Hepworth Holland (* 30. Juni 1923 in Southport; † 26. Dezember 2019) war ein britischer Geologe und Paläontologe.

## Werdegang
Holland studierte zunächst Mathematik und Physik an der University of Liverpool, unterbrochen vom Zweiten Weltkrieg, und danach Geologie an der University of Manchester. Er erforschte dort das Ordovizium und Silur Großbritanniens (Letzteres besonders in Ludlow) und war Assistant Lecturer. Danach ging er an das Bedford College der University of London, wo er Lecturer war. Ab 1966 war er Professor für Geologie und Mineralogie am Trinity College in Dublin. 1993 emeritierte er.
Er befasste sich insbesondere mit der Stratigraphie des Silur besonders in Irland und Großbritannien, koordinierte aber auch die weltweite stratigraphische Zuordnung der Ablagerungen des Silur. Als Paläontologe befasste er sich besonders mit Nautiloiden und Graptolithen des Silur. Er gab ein Buch über die Geologie Irlands heraus.
1984 bis 1986 war er Präsident der Geological Society of London. 2008 erhielt er die Lapworth Medal. 1971 wurde er zum Mitglied der Royal Irish Academy gewählt. 1989 wurde er zum ordentlichen Mitglied der Academia Europaea gewählt.

## Schriften
- The idea of time, Wiley-Blackwell 1999
- Herausgeber mit Ian S. Sanders The Geology of Ireland, 2. Auflage, Dunedin Academic Press 2009
- The irish landscape- a scenery to celebrate, Dunedin Academic Press 2003
- Herausgeber: Cambrian of the New World, Wiley Interscience 1971
- Herausgeber: Trinity College Dublin and the idea of a universe, Trinity College Dublin Press 1991